# Karomama Meritmut I

Estatua de bronce damasquinado de la reina Karoma Merimut I, Museo del Louvre.

Karoma Meritmut I (Praenomen: Sitamun Mutemhat) fue una antigua Divina Adoratriz de Amón con el título de Esposa del dios venerado en Karnak, durante la Dinastía XXII de Egipto.
| mwt | t | mr | kA · r | Z1 | M · a | M · a |

| mwt | t | mr | kA · r | Z1 | M · a | M · a |

Es conocida sobre todo por una preciosa estatua de bronce con incrustaciones de oro y plata, que muestra un tratamiento personalizado de su anatomía por su supervisor del tesoro, Ahentefnajt, y que ahora puede contemplarse en la exposición permanente del Museo del Louvre. También se han encontrado una estatua votiva de Maat que recibió del mismo tesorero y otros objetos con su nombre, como una estela, vasos canopos y ushebtis, actualmente en Berlín.
Karoma Meritmut I posiblemente sea la misma Karoma, hija del faraón Osorcón II, que fue representada en la fiesta del Heb-Sed de su padre. También está representada en la capilla de Osiris-Nebanj del complejo de Karnak. 
Su predecesora en el cargo como Esposa del dios fue Henuttaui y su sucesora Shepenupet I. 
Su tumba fue encontrada en diciembre de 2014 en el Ramesseum, en la necrópolis tebana, Luxor, que podría aportar más datos sobre su biografía.